# Artabotrys grandifolius
Artabotrys grandifolius är en kirimojaväxtart som beskrevs av George King. Artabotrys grandifolius ingår i släktet Artabotrys och familjen kirimojaväxter. Inga underarter finns listade i Catalogue of Life.